# الضجيج
الضجيج منطقة كويتية تابعة لمحافظة الفروانية.
وهي منطقة تقع بالقرب من مطار الكويت الدولي، وترجع تسميتها إلي ضجيج الطائرات.
هي منطقة تجارية، وكذلك تحتوي المنطقة على العديد من الدوائر الحكومية كإدارة الأدلة الجنائية وإدارة الجوازات والهجرة وغيرها.